# Pierre-François Cozette

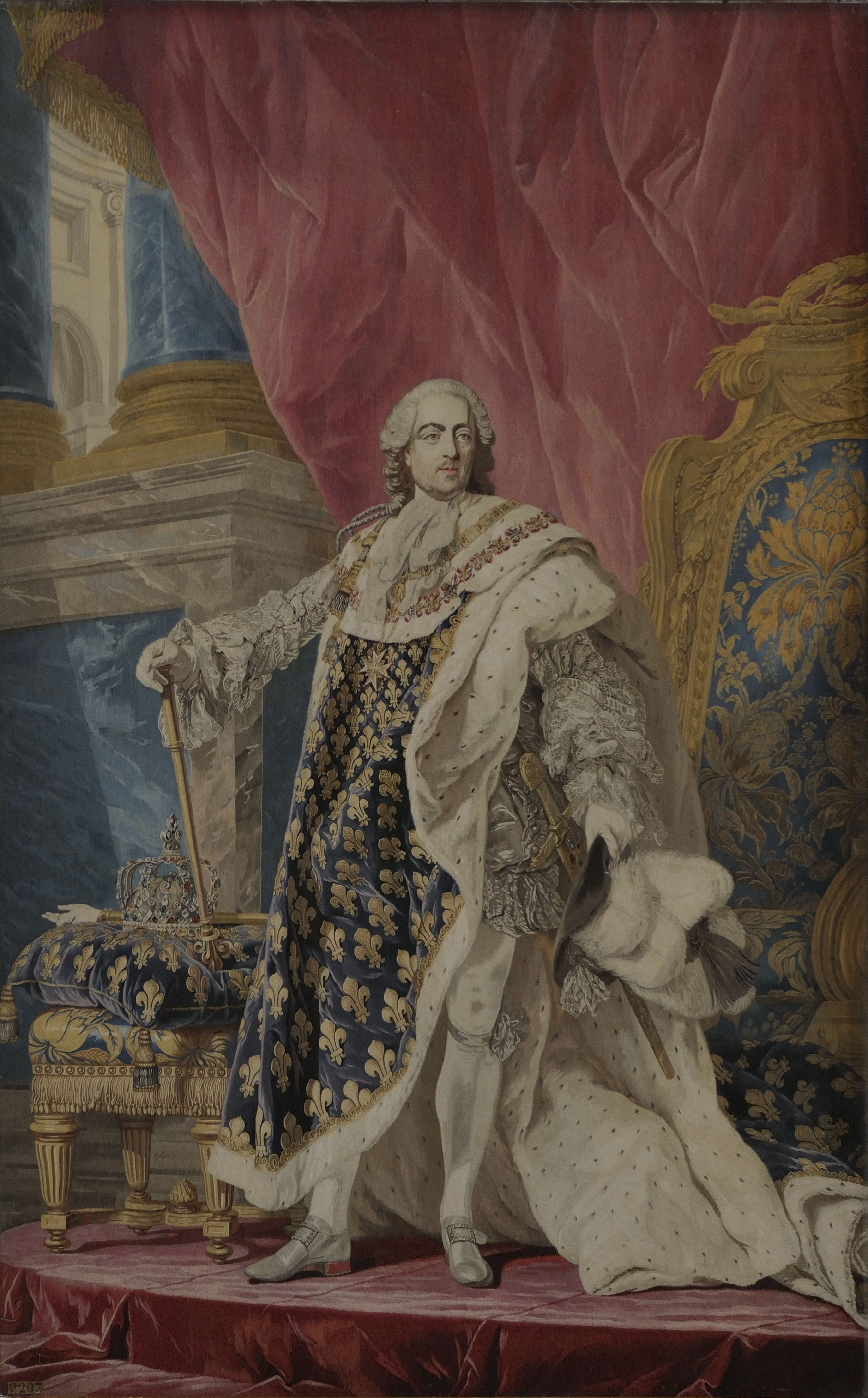
Pierre François Cozette, Ritratto di Luigi XV di Francia, (Versailles)

Pierre-François Cozette (Parigi, 1714 – Parigi, 1801) è stato un pittore, disegnatore di cartoni per arazzo, francese.

## Biografia
Era il figlio del custode dell'arazzeria di Gobelins. Giovanissimo apprese l'arte della tessitura ad arazzo e fu allievo del pittore Charles Parrocel. Nei suoi cartoni si ispirava a François Boucher a Raffaello Sanzio e a Jean-François de Troy. Nel 1733 fu nominato direttore della sezione "a basso liccio" e nel 1742 divenne imprenditore nella sezione "ad alto liccio". Ha diretto la Manifattura dei Gobelins dal 1769 al 1773. Diede prova di abilità nel tessere soggetti storici e mitologici e soprattutto nei ritratti di membri della famiglia reale francese. Suo figlio Michel Henri Cozette (1744-1822) è stato arazziere e ha diretto la Manifattura dei Gobelins; un altro suo figlio Pierre-Louis Cozette ne fu direttore della sezione "ad alto liccio" e anche suo fratello Charles Cozette (1713-post 1797) fu arazziere.
Sue tappezzerie, conservate al Museo Gobelins sono: Venere nell'officina di Mercurio; cinque delle Storie di Don Chisciotte, tessute in collaborazione con Michel Audran; I Dodici mesi, tratti da dipinti di Luca da Leida e Storia Santa, su cartone di Charles-Antoine Coypel (1694-1752).